# Glogovac
Glogovac (serb.-cyrylica Глоговац, alb. Glogovac, Gllogovc, lub Drenasi) – miasto w środkowym Kosowie (region Prisztina), nad rzeką Drenicą, liczy około 2 tys. mieszkańców (2006). Burmistrzem miasta jest Gani Sylaj.